# Girardirostbraten
Girardirostbraten oder auch Rostbraten à la Girardi ist ein nach dem Wiener Schauspieler Alexander Girardi benannter, geschmorter Rostbraten (Roastbeef) mit Kapern und Champignons. 

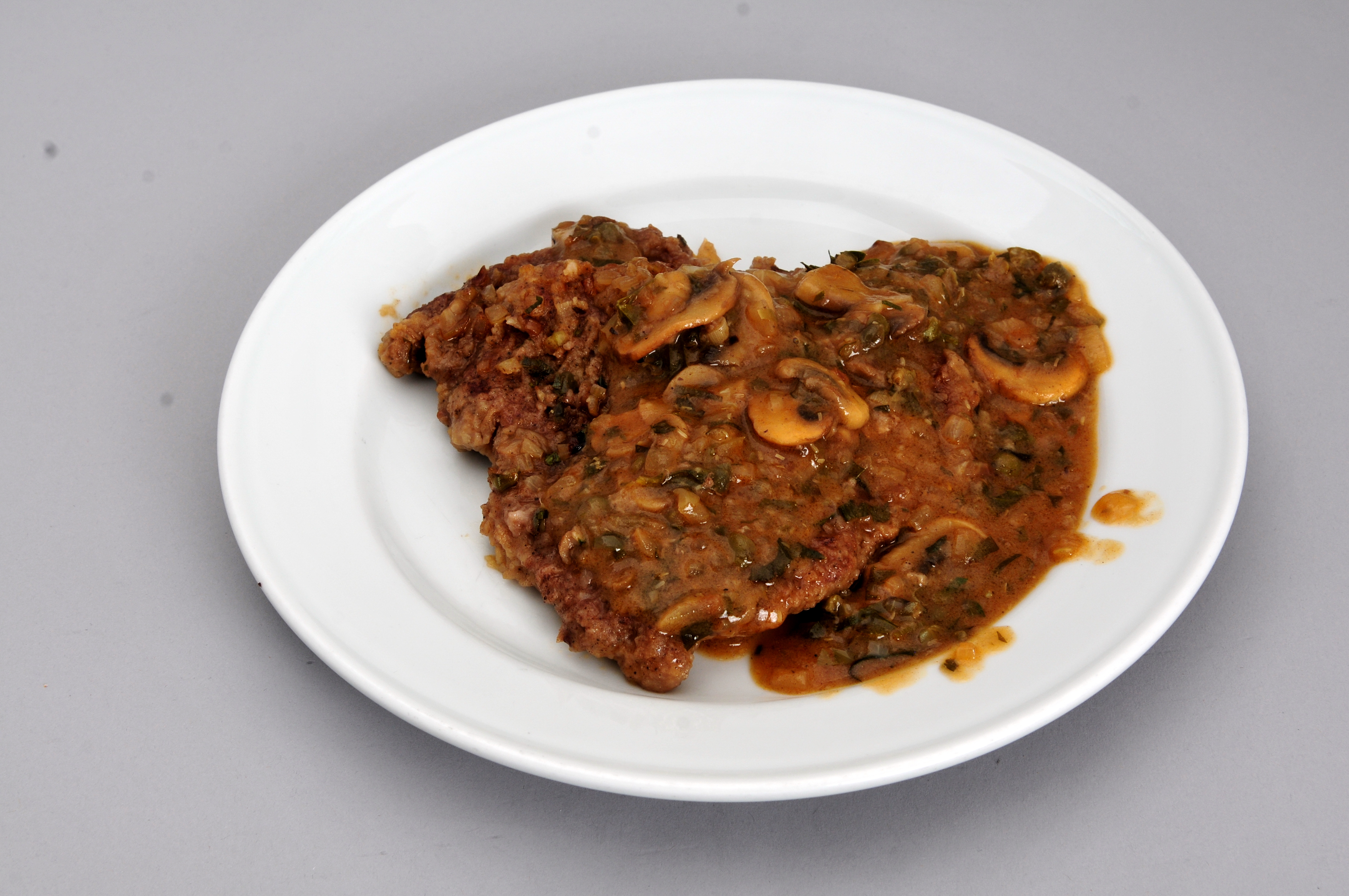
Rostbraten à la Girardi, noch ohne Beilage angerichtet

## Entstehungsgeschichte
Über die Entstehungsgeschichte wird folgende Anekdote erzählt: Die Schauspielerin Katharina Schratt hätte in ihrer Ischler Villa stets ein Stück Rindfleisch vorrätig, um Kaiser Franz Joseph I. bewirten zu können. Eines Tages kam unangemeldet ihr Kollege Alexander Girardi zu Besuch, der allerdings kein Rindfleisch mochte. Die Schratt habe ihre Köchin angewiesen, das Stück Rindfleisch so geschickt unter allerlei Zutaten zu verbergen, dass Girardi den Schwindel nicht bemerken sollte. Das Gericht soll ihm vorzüglich gemundet haben.

## Zubereitung

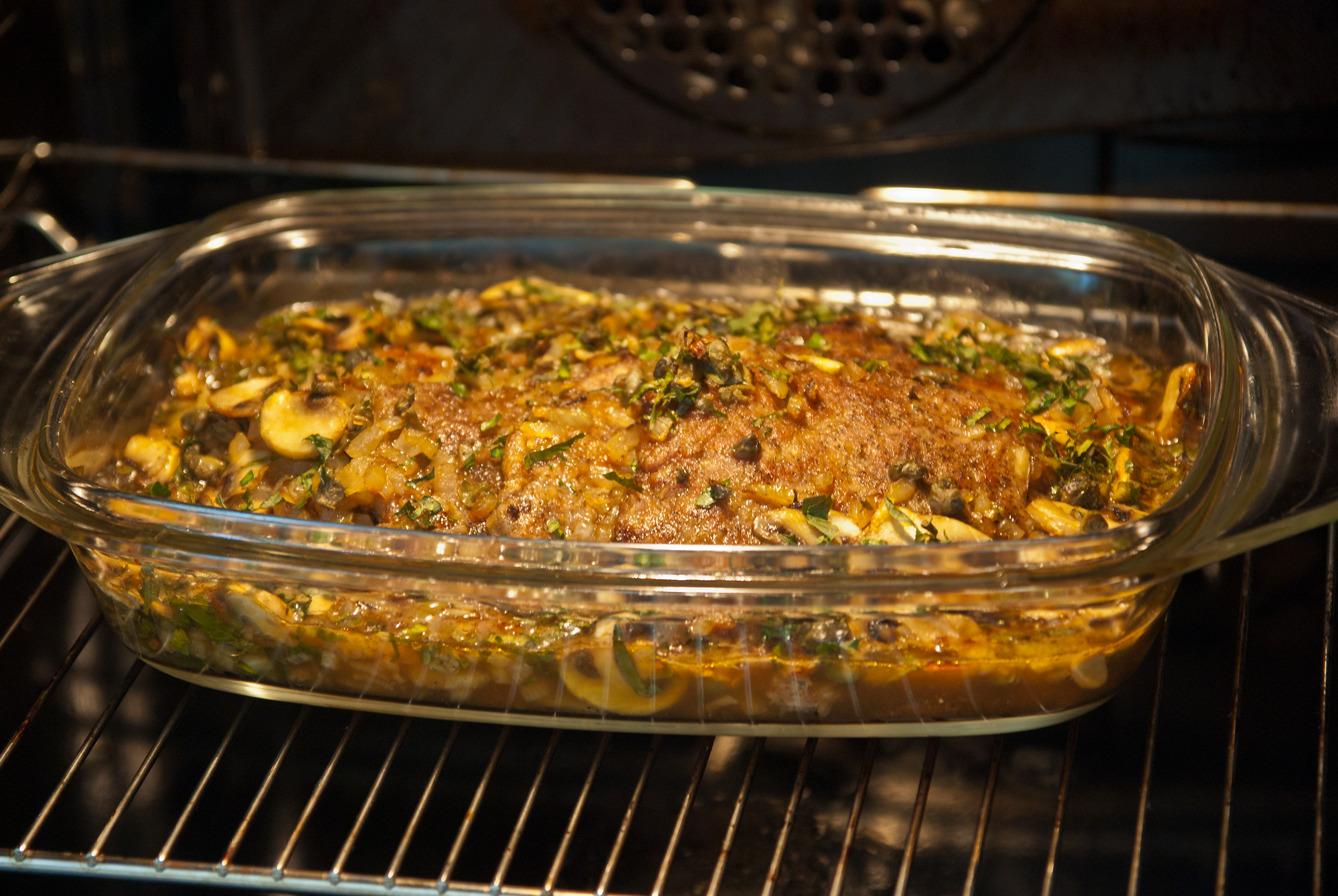
Der Rostbraten während des Schmorvorganges

Zur Zubereitung werden zunächst Scheiben von Roastbeef mehliert und mit Zwiebel angebraten. Sodann wird das Roastbeef mit Champignons und Kapern bedeckt in dunklem Fleischfond geschmort. Die Sauce wird gebunden und mit Senf und Zitronensaft abgeschmeckt. Serviert wird Girardirostbraten mit Serviettenknödeln, Röstkartoffeln oder Kroketten.
Nach dem Schauspieler ist auch die Zubereitungsart à la Girardi für Fisch benannt: eine grüne Kräutersauce mit Austern, Garnelen und Champignons.